# Vinchiaturo
Vinchiaturo è un comune italiano di 3 329 abitanti della provincia di Campobasso in Molise.

## Storia
Il nome del paese presuppone un forma latina vinculatorium.
Il centro era già operativo nel Mille, dipendente dal monastero di Santa Maria di Monteverde. Nel 1349 fu sconvolto da un terremoto, il che comportò lo spostamento da Monteverde più a valle. Il nuovo terremoto del 1805 devastò il paese che fu ricostruito in forme umbertine, in particolare la neoclassica chiesa di Santa Croce.

### Simboli
Lo stemma è stato riconosciuto con decreto del capo del governo del 18 marzo 1936.
La torre rotonda, fondata in punta, è raffigurata merlata di sei alla ghibellina.
Il gonfalone, concesso con regio decreto del 7 agosto 1938, è un drappo di rosso al palo di azzurro.

## Monumenti e luoghi d'interesse

### Monastero di Santa Maria di Monteverde
Il più antico elemento del centro, che si trova sopra il monte omonimo.

### Chiesa di Santa Croce
Ha pianta basilicale medioevale con tre navate. La facciata è del XV secolo, ricostruita dopo il terremoto del 1349 quando il paese fu edificato più a valle. Dopo il sisma del 1805 la facciata fu costruita in forme neoclassiche nel 1840.
Imponenti sono i quattro piani della torre campanaria ottagonale, che ricorda lo stile romanico pugliese. L'interno ha un crocifisso del XIII secolo e un organo del 1775.
Chiesa di Santa Maria delle Macchie

## Società

### Evoluzione demografica
Abitanti censiti

## Infrastrutture e trasporti

### Strade
Il comune è interessato dalla strada statale 17 e dalle strade provinciali 52, 53 e 135. 

### Ferrovie
Il comune è servito dalla stazione di Vinchiaturo, posta sul tronco comune alle linee Termoli-Venafro e Campobasso-Benevento.

## Amministrazione
Di seguito è presentata una tabella relativa alle amministrazioni che si sono succedute in questo comune.
| Periodo        | Periodo        | Primo cittadino   | Partito                                | Carica              | Note  |
| -------------- | -------------- | ----------------- | -------------------------------------- | ------------------- | ----- |
| 24 giugno 1988 | 6 maggio 1993  | Antonello Tucci   | Democrazia Cristiana                   | Sindaco             | [ 9 ] |
| 5 luglio 1993  | 28 aprile 1997 | Antonello Tucci   | lista civica                           | Sindaco             | [ 9 ] |
| 28 aprile 1997 | 14 giugno 2000 | Antonello Tucci   | Partito Popolare Italiano              | Sindaco             | [ 9 ] |
| 14 giugno 2000 | 14 maggio 2001 | Giuseppe Canale   |                                        | Comm. straordinario | [ 9 ] |
| 14 maggio 2001 | 30 maggio 2006 | Giacomo D'aquila  | lista civica                           | Sindaco             | [ 9 ] |
| 30 maggio 2006 | 17 maggio 2011 | Giacomo D'aquila  | lista civica                           | Sindaco             | [ 9 ] |
| 17 maggio 2011 | 28 giugno 2012 | Antonello Tucci   | lista civica: realtà vinchiaturese     | Sindaco             | [ 9 ] |
| 28 giugno 2012 | 27 maggio 2013 | Scipione Lombardi |                                        | Comm. straordinario | [ 9 ] |
| 27 maggio 2013 | 10 giugno 2018 | Luigi Valente     | lista civica: libertà è partecipazione | Sindaco             | [ 9 ] |
| 10 giugno 2018 | 14 maggio 2023 | Luigi Valente     | lista civica: libertà è partecipazione | Sindaco             | [ 9 ] |
| 14 maggio 2023 | in carica      | Luigi Valente     | lista civica: libertà è partecipazione | Sindaco             | [ 9 ] |